# Ruda (rejon jaworowski)
Ruda (ukr. Руда, pol. hist. Ruda Wróblaczyńska) – wieś na Ukrainie, w rejonie jaworowskim obwodu lwowskiego. Wieś liczy około 175 mieszkańców.
W II Rzeczypospolitej do 1934 obszar należał do zbiorowej wiejskiej gminy Wróblaczyn w powiecie rawskim. Po wojnie wieś weszła w struktury administracyjne Związku Radzieckiego.